# Aphanius asquamatus
Aphanius asquamatus är en fiskart som först beskrevs av Sözer 1942.  Aphanius asquamatus ingår i släktet Aphanius och familjen Cyprinodontidae. IUCN kategoriserar arten globalt som otillräckligt studerad. Inga underarter finns listade i Catalogue of Life.